# Three Minutes (Izgubljeni)
"Three Minutes" je dvadeset i druga epizoda druge sezone televizijske serije Izgubljeni i sveukupno 47. epizoda kompletne serije. Režirao ju je Stephen Williams, a napisali su je Edward Kitsis i Adam Horowitz. Prvi puta se emitirala 17. svibnja 2006. godine na televizijskoj mreži ABC. Glavni lik radnje epizode je Michael Dawson (Harold Perrineau).

## Radnja

### Prošlost
Prije trinaest dana, Michael je zamolio Lockea za pištolj. Ovaj mu ga je dao, a Michael ga je onesvijestio te nakon toga otišao do kompjutera kako bi primio upute da pronađe svog sina Walta. Neočekivano dolazi Jack; nakon kratkog sučeljavanja, Michael njega i Lockea zaključa u prostoriju s oružjem prije nego krene spasiti Walta. Na putu ga zarobe Drugi i odvode na drugu lokaciju. Pozdravlja ga Mr. Friendly i razni pripadnici Drugih prije nego što se susretnu s preživjelima iz već viđene scene u epizodi "The Hunting Party". Kada ostane sama s Michaelom, Alex mu govori da Mr. Friendly samo želi poslati poruku preživjelima i malo ih uplašiti. Nakon toga ga upita za Claire i njezinu bebu. Kasnije Michaela odvuku do kampa Drugih za koje se na prvi pogled čini da žive u malim šatorima. Jedna od žena se identificira kao "gđica Klugh" te započne postavljati Michaelu pitanja o Waltovom djetinjstvu. U konačnici mu objašnjava da želi da se Michael vrati u kamp preživjelih i oslobodi Henryja Galea. Michael želi vidjeti Walta pa ona pristaje te im daje tri minute za razgovor. U razgovoru Walt govori Michaelu da ga prisiljavaju na "testove" te ga upozorava "da oni nisu onakvima kakvima se čine". Gđica Klugh zaprijeti Waltu da ne smije ništa otkrivati inače će ga ponovno poslati u "Sobu", a ubrzo nakon toga njih dvojicu rastave uz Waltove molbe da ga otac spasi. Gđica Klugh govori Michaelu da će osloboditi njega i Walta ako iz svojeg kampa dovede četvero ljudi za sobom. Daje mu papirić s njihovim imenima: Jack, Kate, James Ford (Sawyer) i Hurley. Naglasi mu da mora dovesti točno ovo četvero ljudi ako želi ponovno vidjeti Walta. Michael pristaje, ali također zahtijeva da njemu i Waltu daju brod.

### Sadašnjost
Michael vodi debatu s drugim preživjelima oko toga tko će krenuti s njim prema kampu Drugih. Ne kaže im, naravno, za svoje skrivene namjere, ali inzistira na tome da određeni broj ljudi ide s njim - četvero s popisa kojeg su mu dali Drugi. Kada mu Sawyer kaže da je regrutirao Sayida, Michael se naljuti i u direktnom razgovoru Sayidu kaže da ne ide s njima. S druge strane, Michael nikako ne može nagovoriti Hurleyja da pođe s njim, premda ga podsjeti na smrt Libby. Sayid sumnja da je Michael kompromitiran od strane Drugih te odluči smisliti novi plan skupa s Jackom kako bi dobili prednost. Na plaži Charlie donosi Dharma opremu u kojoj se nalazi cjepivo i pneumatska injekcija za Claire i njezinu bebu Aarona. Kasnije se Charlie bori s gradnjom crkve, a u tom trenutku dolazi pas Vincent noseći u zubima jednu od statua Djevice Marije punu heroina. Charlie slijedi Vincenta do Sawyerove skrivene zalihe i otkriva ostale statute nakon čega ih sve uzima sa sobom i baca u ocean dok ga iz daljine promatra Locke zadovoljan što je Charlie napokon pobijedio vlastite demone. Tijekom pogreba za Libby i Ana Luciju, dok ostali preživjeli stoje oko njihovih grobova, Locke baca svoje štake i počne ponovno hodati bez njih. Nakon što kaže nekoliko riječi o Libby, Hurley kaže Michaelu da će ići s njim do kampa Drugih. U tom trenutku pogreb je prekinut kada Sun iznenadno kaže da se otoku približava jahta. 

## Priznanja
Epizodu Three Minutes gledalo je 14.67 milijuna Amerikanaca. IGN ju je postavio na 60. mjesto najboljih epizoda serije Izgubljeni uz napomenu da je ovo jedna od rijetkih epizoda čija se radnja (i u prošlosti i u sadašnjosti) odvija isključivo na otoku.

## Vanjske poveznice
- "Three Minutes"  Arhivirana inačica izvorne stranice od 12. rujna 2012. (Wayback Machine) na ABC-u